# 帕德嫩神廟
37°58′13″N 23°43′21″E / 37.97025°N 23.72247°E
帕特农神廟興建於公元前5世紀的雅典衛城，是古希臘奉祀雅典娜女神的神廟。它是現存至今最重要的古典希臘時代建築物，公認是多立克柱式發展的頂端；雕像裝飾更是古希臘藝術的頂點，此外也被尊為古希臘與雅典民主制度的象徵，是舉世聞名的文化遺產之一。近两世纪以来，希臘对該神廟持續進行修復與重建工作。
帕德嫩神廟是古希腊文明的重要史蹟之一，对于研究古希腊的历史、建筑、雕塑、宗教等都具有非常重要的价值。

## 用途
就像大部分的希臘神廟，本神廟也用做金庫之用。
1. 興建來取代舊帕德嫩神廟（公元前480年毀於波斯人入侵）。
2. 有一陣子是提洛同盟（後來演變成雅典帝國）的金庫。
3. 公元6世紀，帕德嫩被改為奉獻給童貞瑪利亞的教堂（原供奉的雅典娜也是處女）。
4. 在1460年代早期，被鄂圖曼土耳其人征服後，被用作清真寺。
5. 1687年被土耳其軍用作火藥庫。

## 設計與建造
神庙坐西向东，由46根多立克柱环绕，长边方向每边17根，短边方向每边8根。
帕德嫩神廟的正立面的各种比例尺一直被作为古典建筑的典范，柱式比例和谐，视觉校正技术运用纯熟，山花雕刻丰富华美。整个建筑既庄严肃穆又不失精美。被美术史家称为“人类文化的最高表徵”、“世界美术的王冠”。

### 建造
本神廟的工程始於馬拉松戰役（公元前490~88年）結束後不久，設計構想是獻給雅典娜女神的神廟，內部供奉有雅典娜·帕德嫩巨像。工程在一座寬大的石灰岩地基開工，這塊地基延伸雅典衛城南部的頂峰，提昇其高度。
這棟新建築取代了另座神廟：俗稱舊帕德嫩的赫卡托巴恩神廟（意思是千座牆基，奉祀雅典娜·波麗亞斯），新神廟可能就蓋在舊神廟旁邊（詳見舊帕德嫩神廟）。公元前5世紀中葉，雅典衛城成為提洛同盟的核心，雅典更是當時最大的文化重鎮，伯里克利開始著手一個很有野心的建築計劃，時程幾乎涵蓋公元前5世紀的後半之多，現代在雅典衛城所能看到最重要的建築物如帕德嫩神廟、山門（Propylaia）、厄瑞克忒翁神庙、雅典娜-尼刻的神殿都是興建於那個時期。帕德嫩由菲迪亞斯監造且負責彫刻裝潢，建築師伊克蒂諾斯和卡利克拉提斯從公元前447年開始動工，廟體大約在公元前432年完成，不過裝潢至少到公元前431年才完工。有一些帕德嫩的財政帳簿留存至今，從中可知最大的單一營建成本是將石頭從距雅典約16公里遠的彭代利山運到衛城。這些資金部份提撥自提洛同盟的金庫，在公元前454年從提洛島送到衛城。

### 設計

神廟平面圖

雖然鄰近的赫淮斯托斯神廟是現存最完整的多立克柱式典範，然而當年帕德嫩才是公認為最出色的。英國歷史學家John Julius Norwich曾如此描述神廟：「欣賞這最完美的多立克神廟，就算是古老的遺跡，其建築學上的高尚富有傳奇性，特別是柱基的曲度、逐漸向內成錐形的內殿牆壁，以及圓柱的收分曲線entasis之間微妙的一致性。」柱基是安置柱子的平台，就像其他經典的希臘神廟，它有微妙向上傾斜的曲度，下雨時利於排水。這些柱子看似向外傾斜，實際上卻是微向內傾，而且高度一致的從外層柱座邊緣彎向天花板。「柱上的微凸線」（Entasis）指的是柱子往上延伸微凸出來的地方，雖然帕德嫩神廟如此的視覺效果被認為比早期神廟的雪茄形柱微妙，但這些視覺上的精細公認不是一種刻意效果，反而常被認定比舊式大型建築直線、直角缺乏曲線的手法更活潑化。
測量上，帕德嫩的地基大小為69.5公尺×30.9公尺（228.0×101.4呎），內殿為29.8公尺長×19.2公尺寬（97.8×63.0呎），由其內部兩列的多立克式柱為主結構撐起屋頂。從外量，柱的直徑為1.9公尺（6.2呎）、高度為10.4公尺（34.1呎），角柱的直徑稍微大一些。樑柱部份，帕德嫩外有46根內有19根。柱基在東、西的末端向上彎向中央60毫米（2.36英寸）以及側邊110毫米（4.33英寸）。屋頂是以板瓦大理石磁磚鋪蓋而成。
一些對衛城的研究指出，包含帕德嫩在內的建物，其比例近似黃金比例，神廟的外牆包含其他外觀附屬品可以外接於一個黄金矩形。至於當時是不是就真的已懂用黃金比例進行設計，到目前為止學界還有很多爭議。

## 建築飾品

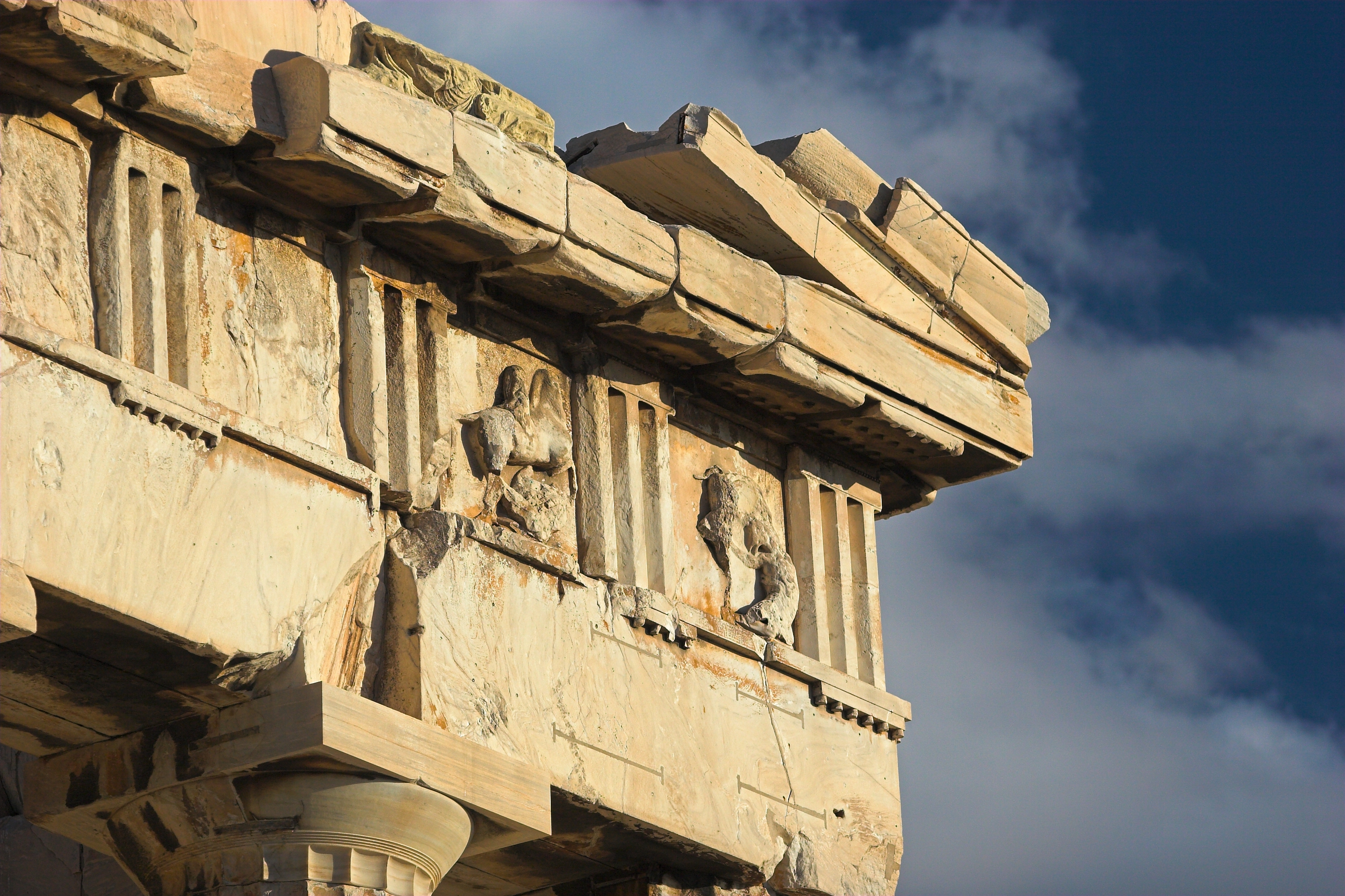
西邊柱間壁的細部闡明了神廟經過2,500年的戰爭、污染、不穩定的保護、掠奪、破壞後的現狀。

帕德嫩神廟有著八柱式（octostyle）、單列柱式（peripteral）、兼有多立克柱式與愛奧尼柱式建築特色。公元前438或439年，建築物裡還增添了菲迪亞斯以黃金與象牙雕成的巨大雅典娜·帕德嫩神像。此外，廟體的石造物原來都經過高度的彩繪。雖然建築過程幾乎一直到公元前432年的伯羅奔尼撒戰爭開始時才完工，神廟才能獻給雅典娜。另外外部柱廊頂，中楣橫條上的多立克式排檔間飾（metopes）和內殿牆最上端的愛奧尼式中楣橫條（frieze）完工於公元前438年，帕德嫩神廟柱間壁與中楣橫條的豪華，讓學界認定神廟的功能是個金庫，在內殿後面的房間（opisthodomus）放置了雅典為首的提洛同盟獻金。

### 三角楣饰
保萨尼阿斯是公元二世紀的一位旅行家，當他遊歷到雅典衛城看到帕德嫩神廟時，只簡要地描述了神廟三角楣饰上的雕像，此外的描述就只有提到內殿供奉了用象牙與黃金精雕而成的女神巨像。

#### 東邊的三角楣饰
東邊的三角楣饰敘述雅典娜誕生，雅典娜是從他父親宙斯的頭部生出來的，根據希臘神話宙斯是在召見火神赫淮斯托斯請求的援助時，馬上引發一陣駭人的頭痛，為了減緩頭痛，宙斯就叫赫淮斯托斯用鐵鎚敲他，敲下去後，宙斯的頭裂開，從中誕生出全身盔甲的雅典娜，這個作品雕塑了這個過程。

#### 西邊的三角楣饰
西邊的三角楣饰（pediment），正對衛城山門（Propylaia），描述了雅典娜與波賽頓之間為爭取成為雅典守護神的榮耀而戰。雅典娜與波賽頓在整個佈局的中央，女神擁著橄欖樹對抗著高舉三叉戢作勢攻擊大地的海神，這把整個畫面強烈的區分開來，在他們的旁邊，各領著一群由雙輪戰車帶領的群眾，這個三角楣饰上描繪的族群性格，充滿著雅典神話的風味。
這作品的建造期是前438年至前432年，帕德嫩神廟上的三角楣饰也是古希臘藝術裡最好的典範之一。那些人物形象在刻劃身體方面，動態自然富有生命力，好像力量從他們的肌膚爆發，再從身上的薄衫溢發於外，薄襯衣（chiton）顯得其下的肢體動態成為構圖的元素之一，作品中，彫刻師刻劃的人神之間在概念上的互動差異不大，展現了理想主義與自然主義。

### 雅典娜·帕德嫩

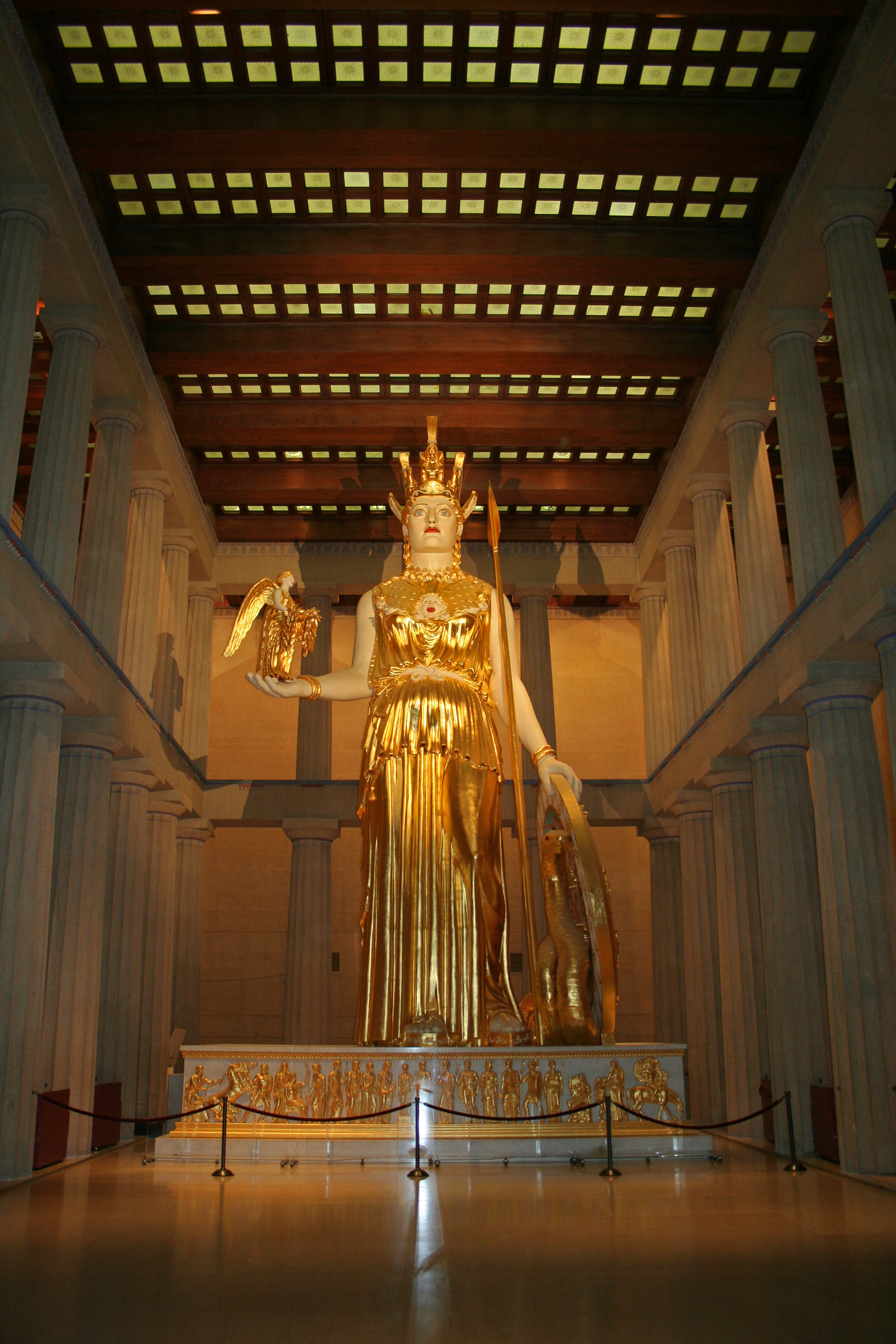
納許維爾帕德嫩神廟裡的現代重製版1:1雅典娜巨像

此神廟裡，在本殿（naos）原來有著一尊巨大的雅典娜雕像，為人所知出自菲迪亞斯之手，然而現在只留唯一的殘片。這尊宏偉、用象牙與黃金打造的雕像早已不見，只能從複製品、重製品、花瓶、寶石、文學描述和錢幣上的彫刻或描繪來追憶。

## 舊帕德嫩神廟
在現存的帕德嫩神廟之前，還有更原始的一座或者兩座不同時期的雅典娜神廟，崇拜的女神形象也可能跟後世為人所知的雅典娜·帕德嫩不同。

## 名稱
柏特農這個名字其原意不易了解，杰夫里·赫維特表示：「柏特農」（原文Parthenon）這個術語的意思是「少女的」或是「少女們的」，而且其緣由似乎要歸因於柏特農裡一特殊的房間，這個房間常引起爭辯到底是哪一個房間？為什麼這個房間會有這個稱號？一個理論表示說柏特農指的是一個過去用來舉辦泛雅典祭（原文：Panathenaic Festival）的房間，在裡面，阿雷法羅伊女祭司（每年被選來侍奉雅典娜的四名年輕女孩）會揮動獻給雅典娜的佩柏洛斯女裝（原文，翻譯參考peplos參考）。
而克里斯托法·佩靈主張雅典娜·帕德嫩也許曾構成了像雅典娜·波麗雅絲關係密切但不同來源的信仰。根據這個理論，柏特農這名稱意指"在室女神的神廟"，且根據雅典娜·柏特農的信仰祭儀，此名也跟這神廟產生了關連。 柏特諾斯 (希臘語：παρθένος)這個稱號的來源也是不易理解的，原意指「處女」，曾特別用於阿耳忒弥斯這位狩獵與採集女神，與雅典娜這位戰爭與工藝女神，或是其他實際用途的理由。，此外也有人提議到神廟的名稱隱喻處女們（parthenoi）崇高的犧牲保證了城市的安全。
無論如何，第一個例子中把柏特農當作整座建築物的名稱，這明確的紀錄是來自於公元前4世紀的演說家狄摩西尼。根據再前一個世紀的建築帳簿資料，這建築只被簡單的被稱為ho neos（神廟）。傳說建築師內塞克勒斯和卡利克拉提斯在他們於雅典人建築中遺失的文書，曾稱呼這建築為Hekatompedos（千牆基），而在前4世紀，以及稍晚有稱赫卡托佩多斯或是赫卡托姆貝東，當然也有稱柏特農，西元1世紀的作家普魯塔克 把這建築稱做Hekatompedon Parthenon（千牆基的柏特農）
。

## 神廟

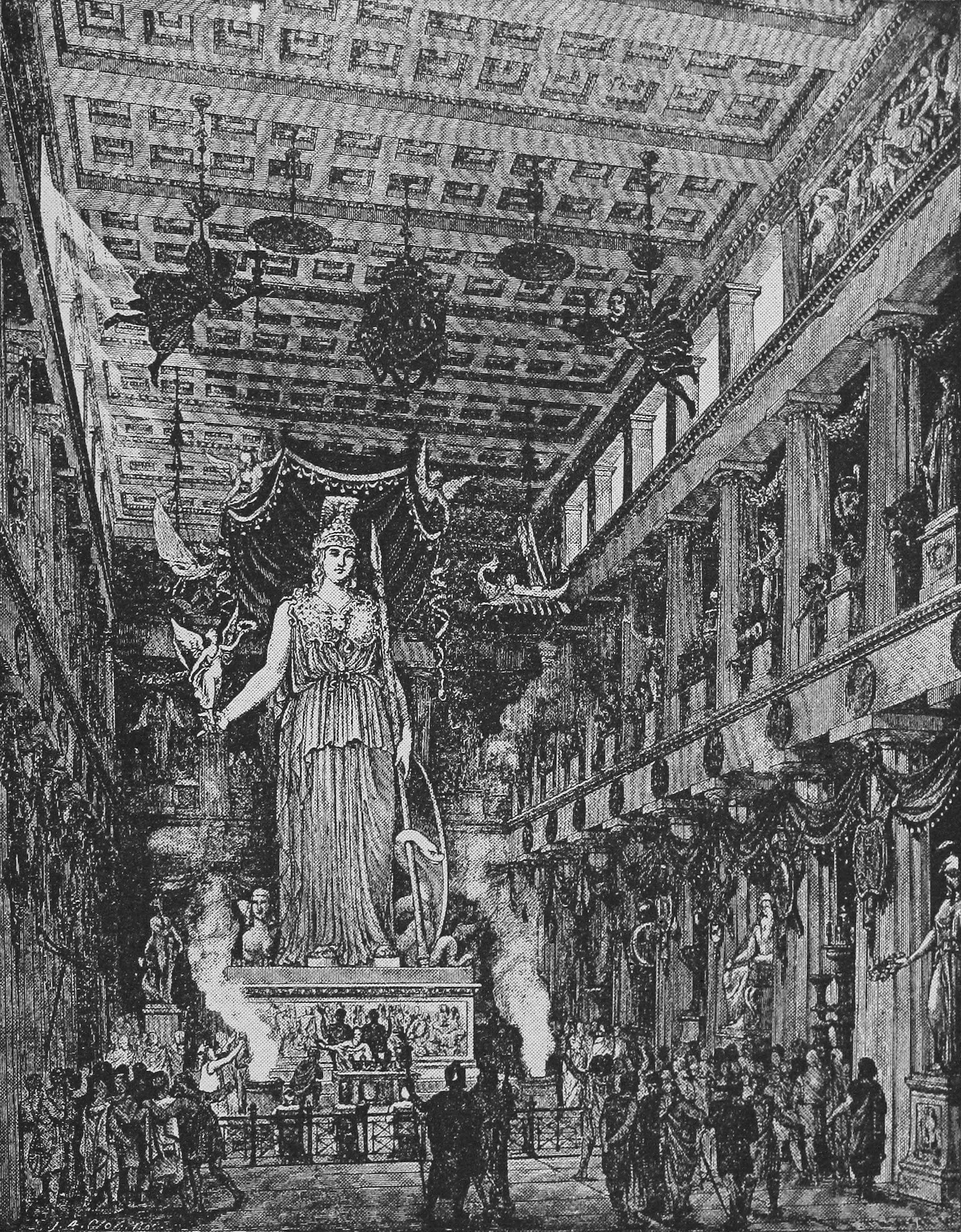
有關帕德嫩神廟中，菲迪亞斯所雕的雅典娜雕像的一幅畫

帕德嫩神廟如同 Walter Burkert 所描述的，是個建有神域(temenos)、祭壇、神像和廟殿的聖所(sanctuary)。而在建築上，帕德嫩神廟也可以明顯看出是一座「神廟」。被毀壞以前，這裡曾屹立著一座出自菲迪亞斯之手並廣為人知的雅典娜神像，以及一間收納奉獻品用的金庫。

## 晚期歷史

### 基督教教堂時期
這座帕德嫩神廟作為祭祀雅典娜之用，存在了近1000多年。公元4世紀時，其歷史比羅馬的聖彼得大教堂還更長卻仍保存良好。雖然過去曾有光榮的歷史，但這時雅典已經降格成羅馬帝國一省的普通城市。西元五世紀末時，巨大的雅典娜神像被一位皇帝搶奪，且搬到君士坦丁堡，隨後大約在第四次十字軍東征時，被毀於對該城市的洗劫之中。
5世纪末期，帕特农神庙被改造为教堂，奉献给童贞玛利亚或诞神女。建筑改为朝向东方，主入口位于西端，基督教祭坛和圣像壁龛位于建筑的东侧，毗邻由从前神庙的门廊改建成的半圆形后殿。
改造后的帕特农神庙教堂成为东罗马帝国继君士坦丁堡、以弗所和塞萨洛尼基之后的第四大基督教朝圣地。1018年，皇帝巴西尔二世在最终消灭保加利亚第一帝国后前往雅典朝圣，唯一目的就是到帕特农朝拜。在中世纪希腊文的记载中，帕特农被称为Theotokos Atheniotissa，而且经常被称为“（那个）著名的神殿”，而不指出具体是哪一座神殿，这侧面证明了它的知名度。
13世纪初第四次十字军东征后，来自西欧的贵族占领了雅典，并统治至15世纪，帕特农神庙又被改做天主教教堂，仍奉献给圣母，还新建了一座塔楼。

### 鄂圖曼統治時期
1456年，雅典陷落於鄂圖曼土耳其帝國手中，帕德嫩神廟又再度被改為一座清真寺。不同於後世的誤解，土耳其人很尊重領土內的古蹟，未曾故意損壞雅典的遺跡，但也沒有特別地努力進行保護。例如在數次戰爭中，常破壞廟體以取得構築城牆與防禦工事的材料。此外土耳其人加蓋了一座宣禮塔，蓋的跟柱頂齊高，遮住由神廟裡向外看的視野，好在神廟本體與石階仍然可正常使用，建築物也沒有進一步再被破壞，17世紀時的史料記載，旅行到此的歐洲人聲明衛城中這個神廟大部份仍然完整。

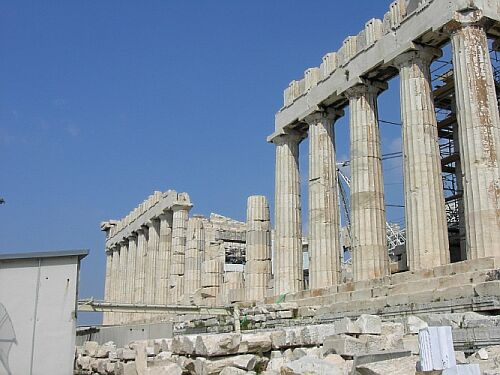
1687年的爆炸導致帕德嫩的南端永久的損壞

1687年，帕德嫩神廟遭到最大的打擊。弗朗切斯科·莫羅西尼統治下的威尼斯共和國攻打雅典，土耳其人強化了衛城的防務，把帕德嫩神廟用作火藥庫，9月26日，從Philopappus丘陵威尼斯人的一座臼砲砲擊而至，導致火藥庫爆炸，損毀了部份廟體 弗朗切斯科·莫羅西尼接著繼續洗劫廢墟裏面的彫刻。內部的結構體無論是倒塌的左邊屋頂或是部份棟樑，特別是南邊的，損壞到慘不忍睹，彫刻也毀壞得很嚴重，很多倒在地上，還被切走許多碎片充當紀念品。因而裏面一些區域的雕飾品只能從法國藝術家Jacques Carrey在1674年的畫作中得知。 此後，建築的大部份被棄用，另外建立起一座較小的清真寺。

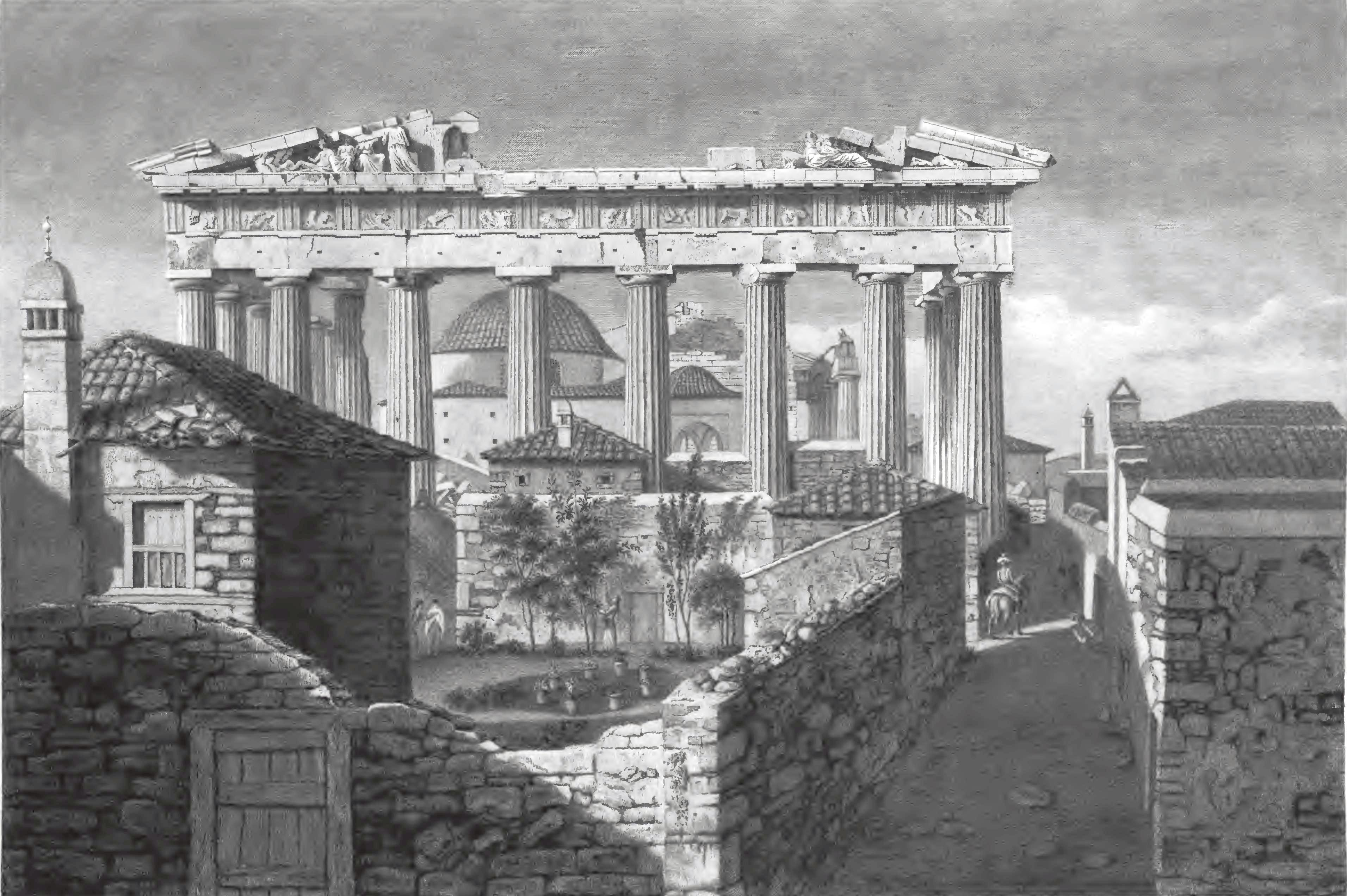
1765年的帕特农神庙，可看到当时内部的清真寺

18世紀是鄂圖曼蕭條的時代，因此許多歐洲人找到門道來到雅典，帕德嫩獨特別緻的遺跡紛紛被描繪下來傳世，引發了「愛好希臘精神」（philhellenism）的潮流，也引起英國與法國對希臘獨立運動的同情。在這些早期的旅行者與考古學家中，由Diletanti團體所委託的James Stuart和Nicholas Revett對古雅典進行了量測，他們描繪出第一張基於測量結果的帕德嫩圖，出版於1787年Antiquities of Athens Measured and Delineated的第2卷。1801年英國駐君士坦丁堡大使額爾金伯爵獲得蘇丹的許可來收集雕像，其中有些是受僱的當地人從建築物上拆下的，有些是從當地收集而來也有些是跟當地人買來的。此外這些分離雕飾的動作導致還留在建築物上的部份有些微的破損，例如部份的中楣橫條，其原因很愚蠢—為了減輕重量好用船運回英格蘭，所以只拆一半。此即埃爾金石雕。

### 希臘獨立以後
當獨立的希臘在1832年取得雅典的控制權，突出帕德嫩神廟的尖塔被移除，接著所有衛城裡中世紀與鄂圖曼的建築都被毀去。然而帕德嫩內殿裡的小清真寺已經被拍攝下來，收錄在Joly de Lotbinière於1842年出版的Excursions Daguerriennes書中，這是史上第1張雅典衛城的照片。這個區域變成希臘政府經管的歷史古蹟管轄區，今日每年有百萬名旅客前來參觀，從衛城最西邊經過復原的山門（Propylaea）進入衛城，最後往上經由泛雅典之路（Panathenaic Way）來到被圍欄保護的帕德嫩神廟。

### 歸還大理石運動
當年被額爾金伯爵所拿走的神廟石雕主要藏於英國大英博物館，其他被拿走的的雕刻品分別被收藏在法國巴黎的羅浮宮、丹麥的哥本哈根等地，其他大部份剩餘物收藏仍然屹立在雅典帕德嫩神廟東南方低於地平面的衛城博物館，而且不久會搬遷到新的建築物去。，還有少數彫刻仍可以在神廟的廟體上看到。希臘政府從1983年開始爭取，要求大英博物館把雕像歸還給希臘。雖然大英博物館館方堅持拒絕歸還雕像，不過英國的歷任政府已經勉強地推動館方去做歸還的動作（不過這需要立法）。然而希臘的資深眾議員與英國的文化部門還有雙方的法律顧問於2007年5月4日在倫敦舉行對談，這是多年後第一次進行的嚴肅談判，雙方還有希望能得到進一步的決議。
2023年11月26日，希腊总理米佐塔基斯访问英国。他在接受英国广播公司主持人专访时表示，希腊要求大英博物馆归还原帕特农神庙大理石雕塑。11月27日，英国首相決定取消與希臘總理的會晤。

## 復原與重製
1975年，希臘政府協商好修復帕德嫩神廟以及其他衛城建築的計畫，此計劃稍後就吸引了歐盟的資金與技術協助。一個考古學委員會仔細地紀錄了每個仍在原址的工藝品，建築師們透過電腦模型的協助，來確定它們的原來所在的位置。有些興建較早的重建物需要修正，特別重要且易碎的雕像則移送到雅典衛城博物館。又安裝了用作搬動大理石塊的起重機；起重機通過巧妙設計，不使用時，可以在屋頂之下摺疊收起，以免影響景觀。錯誤的重建物被取消，仔細的復原動程序開始得以進行，最初，各種各樣的板塊以瘦長的鐵製「H」型釘固定，然後再以鉛保護，以防侵蝕。在19世纪維修時增加的釘由於沒用鉛加以保護，於是出現了侵蝕的問題，由於腐蝕物（鐵鏽）具膨脹性，令大理石本身的裂縫更大。所以現在所有新的加工金屬使用了鈦，因為鈦是種強硬、輕便和抗腐蝕的材料。
另外，在美國的納許維爾有一座完整1:1的複製品，裡面有著一尊重製的雅典娜·帕德嫩巨像。

## 污染危機
目前帕德嫩神廟當務之急，為解決自1960年後因雅典都市成長而帶來的環境汙染，對帕德嫩神廟所造成的影響，如酸雨會腐蝕大理石、汽車排放物也會對帕德嫩神廟的雕刻裝飾及其本身造成無可挽救的損壞和潛在威脅等等。雖然過去20年來，希臘政府和雅典地方當局著手於這問題的改善並有了一些進展，但帕德嫩神廟似乎仍然面臨存亡的挑戰。

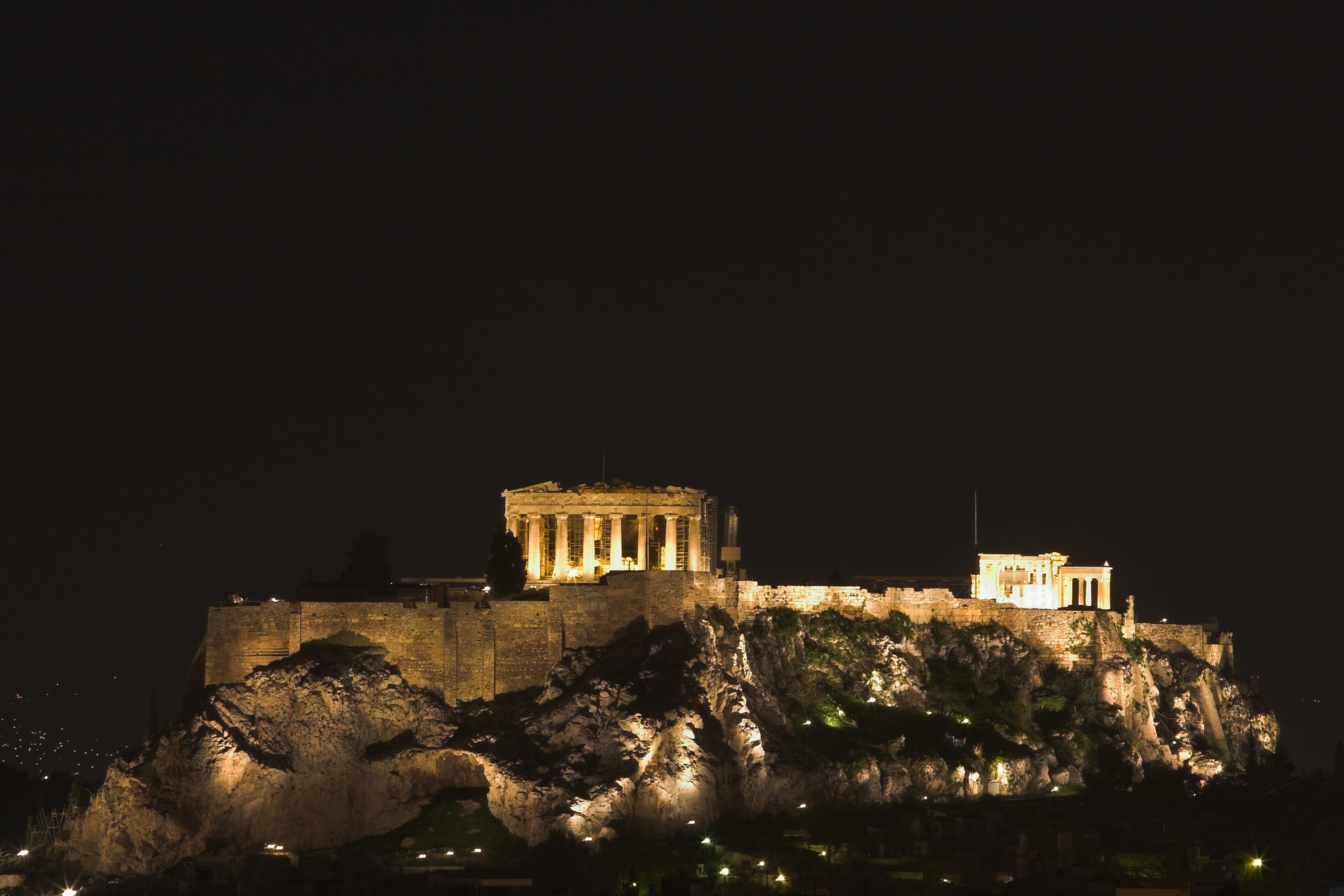
雅典衛城及帕德嫩神廟的夜景

## 關聯條目
- 古希臘神廟
- 古希臘神廟列表
- 古典建筑
- 柱式
- 舊帕德嫩神廟
- 帕德嫩神廟 (納許維爾)：一座1:1全尺寸的仿古複製品
- 雅典衛城
- 卫城博物馆
- 新卫城博物馆
- 埃尔金浮雕
- 厄瑞克忒翁神庙
- 阿耳忒弥斯神庙
- 爱丁堡国家纪念馆

### 書目
- Bernal, Martin. . Duke University Press. 2001. ISBN 0-822-32717-1.
- Burkert, Walter. . Harvard University Press. 1985. ISBN 0-674-36281-0.
- Connelly, Joan B. . American Journal of Archaeology. January 1996, 100 (1)  [2007-04-23].
- Frazer, Sir James George. . . Oxford University Press. 1998. ISBN 0-192-83541-6.
- Hurwit, Jeffrey M. . Cambridge University Press. 2000. ISBN 0-521-42834-3.
- Hurwit, Jeffrey M. . Judith M. Barringer, Jeffrey M. Hurwit, Jerome Jordan Pollitt  (编). . University of Texas Press. 2005. ISBN 0-292-70622-7.
- Neils, Jenifer. . Cambridge University Press. 2005. ISBN 0-521-82093-6.
- . . 2002.
- . .   [2007-10-18]. （原始内容存档于2020-10-05）.
- Pelling, Christopher. . . Oxford University Press. 1997. ISBN 0-198-14987-5.
- Tarbell, F.B. . online.   [2007-10-18]. （原始内容存档于2021-02-25）.
- Whitley, James. . . Cambridge University Press. 2001. ISBN 0-521-62733-8.

### 線上來源
- . International Herald Tribune. 2006-10-09  [2007-04-23]. （原始内容存档于2007-02-21）.
- . Online Etymology Dictionary.   [2007-05-05]. （原始内容存档于2017-07-02）.
- . BBC News. 2007-04-21  [2007-04-23]. （原始内容存档于2021-01-25）.
- Ioanna Venieri. . Acropolis of Athens. Οδυσσεύς.   [2007-05-04]. （原始内容存档于2007-04-29）.

## 進階閱讀
- Beard, Mary. The Parthenon. Harvard University: 2003. ISBN 978-0-674-01085-7.
- Cosmopoulos, Michael (editor). The Parthenon and its Sculptures. Cambridge University: 2004. ISBN 978-0-521-83673-9.
- Holtzman, Bernard. . Paris: Picard. 2003. ISBN 2-7084-0687-6 （法语）.
- Papachatzis, Nikolaos D. Pausaniou Ellados Periegesis- Attika Athens, 1974.
- Queyrel, François. Le Parthénon, Un monument dans l'Histoire, Bartillat, Paris, 2008. ISBN 978-2-84100-435-5.
- Tournikio, Panayotis. Parthenon. Abrams: 1996. ISBN 978-0-8109-6314-6.
- Traulos, Ioannis N.  I Poleodomike ekselikses ton Athinon Athens, 1960 ISBN 978-960-7254-01-6
- Woodford, Susan. The Parthenon. Cambridge University: 1981. ISBN 978-0-521-22629-5.
- King, Dorothy "The Elgin Marbles" Hutchinson / Random House, January 2006. ISBN 978-0-09-180013-0

## 外部連結
- The Acropolis of Athens: The Parthenon （页面存档备份，存于） (official site with a schedule of its opening hours, tickets and contact information)
- The Acropolis Restoration Project (Greek Government website)
- Livio C. Stecchini. The Athenian Acropolis （页面存档备份，存于） (Takes the heterodox view of the date of the proto-Parthenon, but a useful summary of the scholarship.)
- UNESCO World Heritage Centre - Acropolis, Athens （页面存档备份，存于）
- Metropolitan Government of Nashville and Davidson County — The Parthenon （页面存档备份，存于）
- The Parthenon Marbles
- Google satellite image of the Acropolis （页面存档备份，存于）
- Google Sketchup 3D Model of Parthenon (simplistic) （页面存档备份，存于）
- Parthenon virtual tour （页面存档备份，存于） Interactive 360° panoramas in high resolution.
- Parthenon photos （页面存档备份，存于）
- Parthenon 'The Golden Age of Pericles'
- The Friends of the Acropolis （页面存档备份，存于）

### 歸還大理石論戰網站
- The Restitution of the Parthenon Marbles - the official page by the Hellenic Ministry of Culture （页面存档备份，存于）
- Marbles Reunited （页面存档备份，存于）
- Acropolis of Athens - AcropolisofAthens.gr - one monument, one heritage （页面存档备份，存于）
- Parthenon 2004 - The Campaign to Return the Parthenon Marbles to Athens （页面存档备份，存于）